# Фома (Джозеф)
Епи́скоп Фома́ Джо́зеф (англ. Bishop Thomas Joseph; род. 1953, Пэтерсон, Нью Джерси) — епископ Антиохийской православной церкви, епископ Чарльзтонский, Оуклэндский и Средне-Атлантический.

## Биография
Родился в 1953 году в городе Патерсон, штат Нью-Джерси, США. Его родители были ливанскими и сирийскими иммигрантами. Учился в средней школе Джона Кеннеди в Патерсоне, которую окончил в 1970 году. Он поступил в колледж Уильяма Патерсона, который окончил в 1974 году. После колледжа он работал в департаменте общественных улучшений в Патерсоне, а затем служил учителем в Совете по образованию Патерсона. Когда в конце 1970-х годов открылся детский лагерь Американской архиепископии Антиохийского Патриархата «Антиохийская деревня», священник Иоанн Нами нанял его в качестве одного из первых вожатых лагеря с 1979 по 1982 год.
Осенью 1979 года Фома начал заочное обучение в Свято-Владимирской духовной семинарии. В июле 1982 года митрополит Нью-Йоркский Филипп (Салиба) взял его к себе иподиакона. Он продолжал свою учебу до весны 1983 года, когда был назначен в церковь Девы Марии в Йонкерсе, штат Нью-Йорк.
В 1984 году митрополит Филипп перевёл его в Георгиевский храм в Хьюстоне, штат Техас, где он служил директором детского христианского образования и молодежного служения. Находясь в Техасе, архиепископ также поручил ему курировать христианское образование и последующую подростковую деятельность для церквей в юго-западном округе Американской архиепископии Антиохийского Патриархата (ныне епархия Уичито и Срединной Америки).
В июле 1988 года был рукоположен во диакона архиепископом Толедским Михаилом (Шахином) в состоянии целибата. По собственным словам, «мне было 35 лет. Я всегда представлял себе жену, детей … но я знал, что Бог не призывает меня к такой жизни. Мне пришлось отложить это в сторону. Иногда это очень трудно. Но большую часть времени я чувствую, что это стоит того». 28 августа 1994 епископ Селевкийский Антоний (Хури) рукоположил его во пресвитера. Служил вторым священником Хьюстонского прихода до августа 1996 года, пон осле чего был назначен настоятелем Никольской церкви в городе Пинеллас-Парк (Pinellas Park), штат Флорида.
С этого времени, в дополнение к служению на приходе, состоял членом Молодежного отдела архиепископии, духовником Ограницации «Общество Православной Молодежи» (SOYO) Юго-восточного округа, заведующим сообщества православного духовенства Тампа-бэй, директором программ пастырской биоэтики при Международной академии биоэтики и медицинской философии в США, президентом и вице-президентом Совета Православных церквей Тампа-Бэй, лектором и многолетним священником 3-й сессии лагеря в «Антиохийской деревне». Выступал с лекциями по христианской биоэтике в Браунельсе, Германия, и в Городском университете Гонконга и опубликовал ряд статей на эту тему.
В июле 2002 года получил степень магистра по прикладному православному богословию совместно от Антиохийского дома наук и Богословского института святого Иоанна Дамаскина в Ливане.
15 февраля 2004 года в храме святого Николая в городе Пинеллас-Парк был возведен в достоинство архимандрита епископом Майамским Антонием (Хури).
17 июля 2004 года на генеральной ассамблее Антиохийской Архиепископии, состоявшейся в Питтсбурге, штат Пенсильвания, выдвинут в числе 7 кандидатов на занятие 3 вакантных кафедр. 28 октября 2004 года Архиерейским Синодом Американской архиепископии Антиохийского Патриархата был официально избран на должность епископа Питсбургского и Востока. 5 декабря 2004 года в Успенском патриаршем соборе Дамаска состоялась его епископская хиротония, которую совершили: патриарх Антиохийский Игнатий IV, митрополит Триполийский Илия (Курбан), митрополит Захлийский Спиридон (Хури), митрополит Бейрутский Илия (Ауди), митрополит Аккарский Павел (Бандали), митрополит Хамаский Илия (Салиба), митрополит Тирский и Сидонский Илия (Кфури), митрополит Хомский Георгий (Абу-Захам), епископ Тартусский Василий (Мансур), епископ Дарайский Моисей (Хури), епископ Сейднайский Лука (Хури), епископ Каррский Гаттас (Хазим), епископ Майамский Антоний (Хури).
Он возглавляя епархию из 25 приходов, разбросанных по Западной Вирджинии, Западной Пенсильвании, Мэриленду, Делавэру и округу Колумбия. Обустройство новых епархий в составе архиепископии стало причиной перемен титула епископа Фомы: его настолование последовало 6 мая 2005 года в Георгиевском соборе округа Оуклэнд города Питтсбург, штат Пеннсильвания, уже с титулом Оуклэндского и Восточного. В 2006 году Георгиевская церковь в Чарльзтоне, штат Западная Вирджиния, приобрела канцелярию для епархии, в связи с чем в октябре того года была поименована собором, а титул епископа Фомы ещё раз изменен на Чарльзтонского, Оуклэндского и Средне-Атлантического.